# Ægte edelweiss
Ægte edelweiss (Leontopodium alpinum) er en staude med en opret, til tider tæppedannende vækst. I hjemlandet er planten dog ofte en halvbusk. Den er med tiden blevet et symbol for højalperne.

## Beskrivelse
Planten danner først på sæsonen en roset af grundstillede blade. Skuddene er uldhårede og hvidfiltede og bærer spredte blade. Bladene (både de grundstillede og stængelbladene) er smalt lancetformede med indrullet, hel rand. Oversiden er grå af tætsiddende hår, mens undersiden er næsten hvid på grund af behåringen. 
Blomstringen sker i juli-september, afhængigt af snesmeltningen. Blomsterne er samlet i en endestillet stand, som bæres af 5-15 hvidskinnende højblade. Standen består af ca. 10 kurveblomster, som hver er sammensat af 60-80 gulligt-hvide rørblomster. Frugterne er nødder med en lille fnok.
Rodnettet består af en kort, lodret jordstængel, der bærer talrige, grove finrødder og små, korte sideskud.
Højde x bredde og årlig tilvækst: 0,15 x 0,15 m (15 x 15 cm/år). Planterne kan danne tæpper på egnede voksesteder.

## Hjemsted
Planten er udbredt langs de højeste bjerge i Central- og Sydeuropa, hvor den findes over trægrænsen i de alpine samfund. Den betragtes som et istidslevn, der oprindeligt fandtes på de store tundraområder i Europa og Asien. I dag er planten knyttet til lysåbne voksesteder på kalkbund, men uden megen næring. 
På kalkstensmassivet Mont Perdu, som ligger i Pyrenæerne på grænsen mellem Frankrig og Spanien, findes arten sammen med bl.a. langbladet stenbræk, Pinguicula longifolia (en art af vibefedt), pyrenæisk fjeldarve, pyrenæisk ramonda, rustbladet alperose, stedsegrøn løvemund og Vicia argentea (en art af vikke)

## Trivia
Ægte edelweiss er sammen med rustbladet alperose blevet et symbol for højalperne. Derfra er symbolet overført til personer med tilknytning til de samme barske egne: alpeførere, alpejægere, bjergbestigere osv. I Schweiz og Østrig betragtes Edelweiss som nationalblomst og billedet af blomsterstanden som et nationalt symbol

.